# Abram Kardiner
Abram Kardiner est un psychanalyste, psychiatre et anthropologue né à New York en 1891 et mort dans le Connecticut en 1981. Il est connu pour avoir contribué au développement de la psychanalyse aux États-Unis dans une perspective d'anthropologie culturelle.

## Biographie
Abram Kardiner est né à Manhattan dans le Lower East Side en 1891 de parents juifs russes récemment immigrés aux États-Unis. Il n'avait que trois ans lorsque sa mère, atteinte de la tuberculose, mourut sous ses yeux, premier grand traumatisme de sa vie. Très doué pour la musique, il s'oriente néanmoins vers les études médicales afin de satisfaire l'attente de réussite sociale de la famille, de son père en particulier qui, remarié, avait amorcé son ascension dans le secteur de la confection, ce qui leur permit de quitter le "ghetto" du Lower East Side,. Il fait des études au City College de New York, puis à la faculté de médecine de l'université Cornell. Il réalise ensuite son internat en psychiatrie, au Manhattan State Hospital et devient psychiatre. Sur le conseil d'Horace Westlake Frink , il se rend à Vienne pour faire une analyse avec Sigmund Freud en 1921-1922, expérience à propos de laquelle il publie le livre Mon analyse avec Freud.
Kardiner est l'un des fondateurs, en 1930, de la New York Psychoanalytic Society (NYPS). Il tiendra un séminaire sur la formation de la personnalité dans les sociétés dites alors «primitives» au New York Psychoanalytic Institute, rattaché à la NYPS. Il s'intéresse dès lors à l'anthropologie et contribue à la diffusion des recherches de chercheurs qu'il invitait donner des conférences, tels Ruth Benedict, Ralph Linton et Edward Sapir. Kardiner est ainsi associé au mouvement dit culturaliste et à l'anthropologie culturelle et développe le courant «Culture et personnalité» qui a été l'un des canaux d'implantation de la psychanalyse aux États-Unis.
Il fonde l'Association de médecine psychanalytique, en 1942, avec Sándor Radó, puis ils créent ensemble, en 1944, la Columbia University Clinic for Psychoanalysis Training and Research (Centre de formation et recherche en psychanalyse de l'université Columbia), premier centre de ce type à être rattaché à une faculté de médecine. En 1955, Kardiner s'oppose définitivement à Rado et ouvre une clinique psychanalytique. Il a  enseigné à Cornell University, à Columbia University et de 1961 à 1968 à Emory University.
En 1947, il s'était marié avec la psychologue Ethel D. Kardiner (1916-2002) dont il a eu une fille, Ellin, née la même année.

## Travaux de recherche
Dans les années 1930 :
C'est sous le titre The Individual and His Society qu'il publie en 1939 son premier livre, synthèse de ses réflexions développées lors du séminaire pluridisciplinaire organisé à son initiative dans le cadre du New York Psychoanalytic Institute au cours des années 1930. Dans cet ouvrage, Kardiner expose une conception dynamique — qu'il nomme "psychodynamique" — des rapports entre l'individu et son environnement social et culturel, l'inconscient en étant un élément moteur: selon cette conception "l'individu est simultanément le créateur, le vecteur et la créature de toutes les institutions." Il envisage aussi l'hypothèse de l'existence d'un psychisme propre aux membres d’une même culture, qu'il appelle «personnalité de base». Cette notion, associée à celle de «pattern », sera reprise différemment par les anthropologues culturalistes, telle Margaret Mead. En France, cet apport eut un retentissement considérable à la fin des années 1940-début des années 1950 auprès de philosophes comme Maurice Merleau-Ponty ou Mikel Dufrenne qui consacra un ouvrage à La personnalité de base (1953). L'"habitus" développé ultérieurement par la sociologie bourdieusienne s'en inspirera pour l'interpréter en termes de classe sociale. Elle fut à la fin des années 1930 une des hypothèses que Kardiner voulut voir soumise à l'épreuve du terrain ethnographique — ce que Cora DuBois réalisa, non sans remises en question, lors de son enquête en Océanie. Les anthropologues Georges Balandier et Roger Bastide saluèrent largement la contribution de Kardiner, que Balandier appréciait pour sa dimension dynamique cherchant à "savoir comment l'individu n'est plus agi mais agissant sur le milieu où il vit.". Cependant, la distinction effectuée par Kardiner entre "institutions primaires" (famille, éducation) formatrices de l'individu, et "institutions secondaires" (systèmes de croyance, de pouvoir, de production) a été largement contestée, y compris par Bastide, et Kardiner lui-même finit par l'abandonner.

Des années 1940 aux années 1970 :
En 1941, Kardiner publie The Traumatic Neurosis of War, fondé sur son expérience psychiatrique des traumatismes de guerre subis par les vétérans américains de la Première Guerre mondiale. Cet ouvrage fut republié en 1947 en collaboration avec Herbert Spiegel, chirurgien militaire pendant la Seconde Guerre mondiale, sous le titre War Stress and Neurotic Illness. Cet ensemble de travaux est à l'origine du Post Traumatic Stress Disorder (PTSD) ou Etat de Stress Post-Traumatique, élargissant ainsi la problématique du traumatisme à différents types de violence et de catastrophes.
En 1945, Kardiner et ses collègues Ralph Linton, Cora DuBois et James West publièrent The Psychological Frontiers of Societies qui résultait de leur volonté de conjuguer anthropologie dite "exotique" et anthropologie interne aux sociétés occidentales, mettant sur un pied d'égalité l'observation ethnographique du monde océanien, la réalité des peuples amérindiens ou celle d'une petite ville américaine du Midwest, et soulignant combien toutes ces sociétés sont affectées par l'histoire.
Mais c'est à la fin des années 1940 que Kardiner systématisa son approche des minorités africaines américaines, en se plaçant dans le sillage des grands classiques de la sociologie noire américaines, en particulier les ouvrages de Franklin Frazier et celui de Horace Cayton et St. Clair Drake, Black Metropolis (1945). Avec la collaboration du psychanalyste Lionel Ovesey, ils mirent au point une méthode respectant les critères de l'enquête sociologique et recourant à l'entretien clinique sur le long terme, afin d'appréhender les diverses formes de "haine de soi" raciale dans une société discriminante imposant les normes de la majorité blanche — qu'ils analysèrent en fonction de la classe sociale, du genre et de l'âge des patients. Ils publièrent les résultats de ce travail dans The Mark of Oppression. Explorations in the Personality of the American Negro (1951, 1962, réédité 2014) — sa traduction en français est depuis 2018 disponible sous le titre Color line. Oppression et inconscient.
Dans ce travail comme dans celui de Cora DuBois mené aux Îles d'Alor en Indonésie, les tests de Rorschach sont sollicités et ont été analysés de façon indépendante per deux praticiens, d'une part Emil Oberholzer, d'autre part William Goldfarb pour The Mark of Oppression.
Dans My Analysis with Freud, publié en anglais en 1977, quatre ans avant sa mort, Kardiner reprend en grande partie un long entretien réalisé avec Bluma Swerdloff dans les années 1960. L'ouvrage fut traduit en français l'année suivante, en 1978. Cet empressement, alors que trente ans séparent la publication de The Individual and his Society (1939) de sa traduction française (1969) tient essentiellement au fait qu'il y fit état de son expérience d'analysant de Freud dans les années 1920, et des confidences de ce dernier qui venaient alimenter l'histoire du fondateur de la psychanalyse. Furent ainsi régulièrement cités les propos de Freud recueillis par Kardiner qui lui demandait "comment il se voyait comme analyste": 
«À dire les choses franchement, les problèmes thérapeutiques ne m’intéressent plus beaucoup. Je suis à présent beaucoup trop impatient. Je souffre d’un certain nombre de handicaps qui m’empêchent d’être un grand analyste. Entre autres, je suis beaucoup trop un père. Deuxièmement, je m’occupe tout le temps de théorie, je m’en occupe beaucoup trop, si bien que les occasions qui se présentent me servent plus à travailler ma propre théorie qu’à faire attention aux questions de thérapie. Troisièmement, je n’ai plus la patience de garder les gens longtemps. Je me fatigue d’eux et je préfère étendre mon influence.»
Dans son livre Les traces psychiques de la domination. Essai sur Kardiner (2016) qui restitue les différentes étapes de la pensée de Kardiner, Anne Raulin redonne à cette œuvre, souvent perçue de façon très partielle, toute son amplitude. En articulant les approches psychanalytique, anthropologique et sociologique, ainsi que le contexte historique, Kardiner a donné à voir comment les valeurs culturelles et les rapports de domination imprègnent le psychisme individuel, aux niveaux conscient et inconscient. Son objectif était de sortir la psychanalyse du seul divan, refusant de se limiter à ce qu'il appelait "the sofa research", pour en faire un moyen d'émancipation individuelle et lui donner un pouvoir de réflexion et d'action sur le monde.

## Référence
1. ↑  Fabienne Barthélémy, « Anne Raulin, Les traces psychiques de la domination. Essai sur Kardiner », Lectures,‎ 26 août 2016 (ISSN 2116-5289, DOI 10.4000/lectures.21239, lire en ligne, consulté le 16 mars 2021)
2. ↑  Anne Raulin, Les traces psychiques de la domination. Essai sur Kardiner, , 2016., Lormont, Le bord de l"eau, 2016, 193 p., p. 64-69.
3. 1 2  Person 2002, p. 882.
4. ↑  Paul Roazen, « Horace Westlake Frink », dans Alain de Mijolla (dir.), Dictionnaire international de la psychanalyse, Paris, Calmann-Lévy, 2002 (ISBN 2702125301), p. 668
5. 1 2 3  Élisabeth Roudinesco et Michel Plon, Dictionnaire de psychanalyse, Paris, Fayard, 2011, p. 836
6. 1 2 3  Élisabeth Roudinesco et Michel Plon, Dictionnaire de psychanalyse, Paris, Fayard, 2011, p. 837
7. ↑  Ethel S. Person,, « Abram Kardiner », dans A. de Mijolla dir., Dictionnaire international de la psychanalyse, Paris, Calmann-Lévy, 2002.
8. ↑  Élisabeth Roudinesco et Michel Plon, Dictionnaire de psychanalyse, Paris, Fayard, 2011, p. 838
9. ↑  Anne Raulin, ibidem, p. 70
10. ↑  Abram Kardiner, L'individu dans sa société, Paris, Gallimard, 1969, p. 81, p. 81
11. ↑  Anne Raulin, Les traces psychiques de la domination. Essai sur Kardiner, p. 61
12. ↑  (en) Cora Du Bois, The People of Alor. A Socio-Psychological Study of an East Indian Island, Cambridge, Harvard University Press, 1961 (1944)
13. ↑  Georges Balandier, « "Où l'ethnologie retrouve l'unité de l'homme" », Esprit,‎ 1950, p. 604
14. ↑  Roger Bastide, Sociologie et psychanalyse, Paris, PUF, 1950, p. 172
15. ↑  Abram Kardiner et Lionel Ovesey, Color line. Oppression et inconscient., Dijon, Les presses du réel, 2018, 400 p.
16. ↑  Anne Raulin, opus cité, p. 63-64
17. ↑  A. Kardiner, Mon analyse avec Freud, Belfond, Paris, 1978